# Котел (село)
Коте́л (рос. Котёл) — село у складі Вадінського району Пензенської області, Росія.
Населення — 254 особи (2010; 343 у 2002).
Національний склад станом на 2002 рік:
- росіяни — 98 %